# Dux Moesiae primae

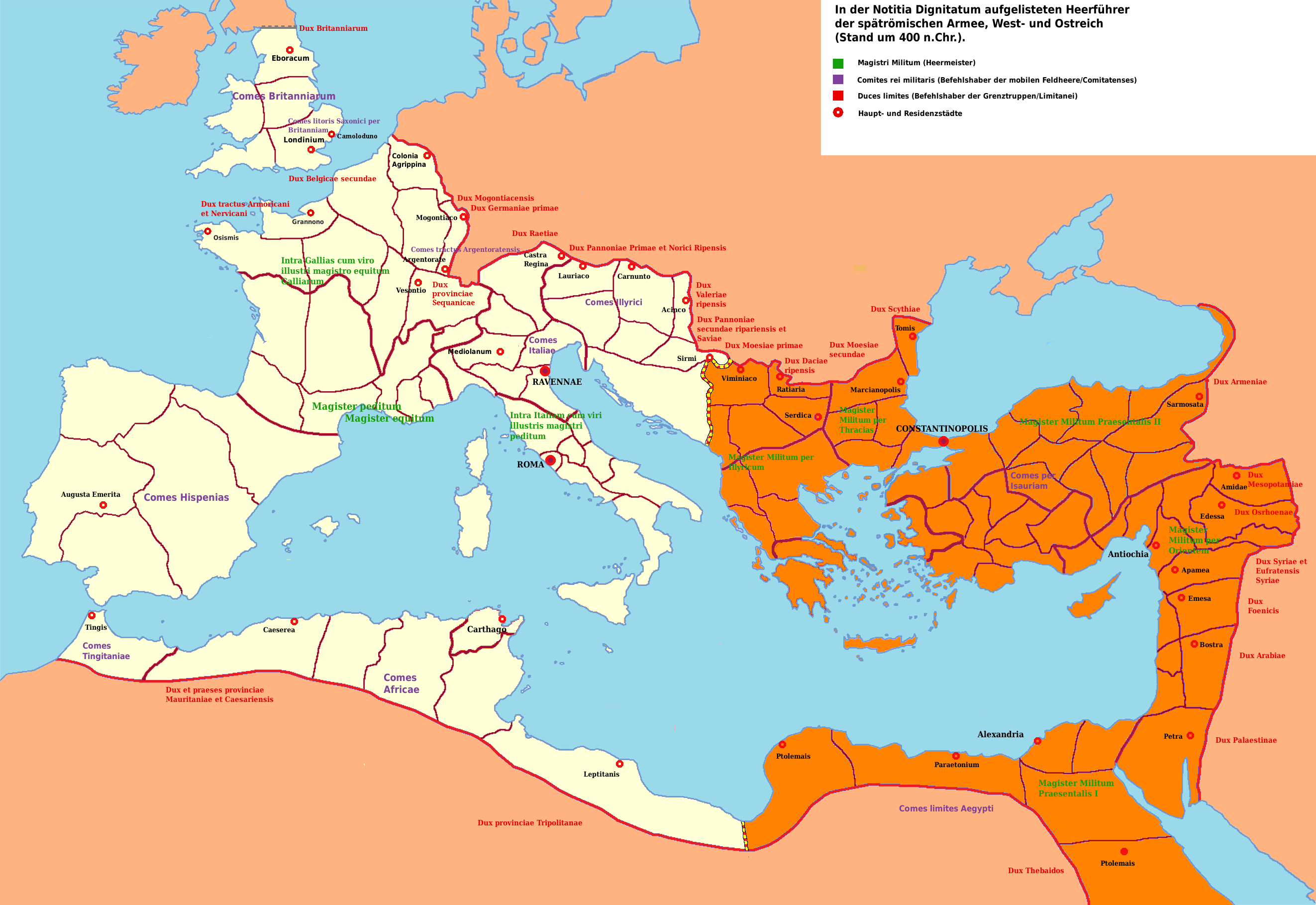
Heerführer der Comitatenses und Limitanei im 5. Jahrhundert n. Chr.

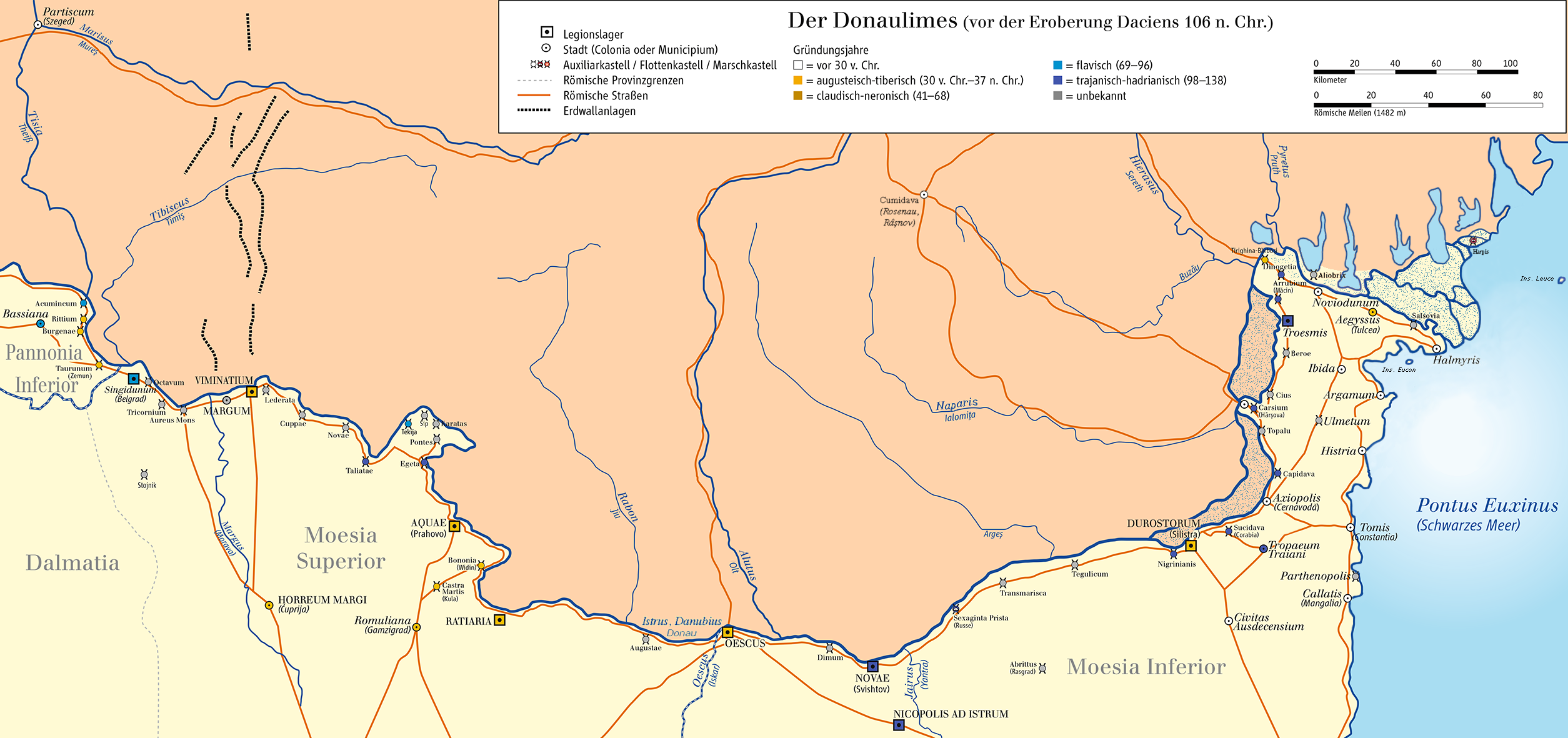
Karte des mösischen Limes
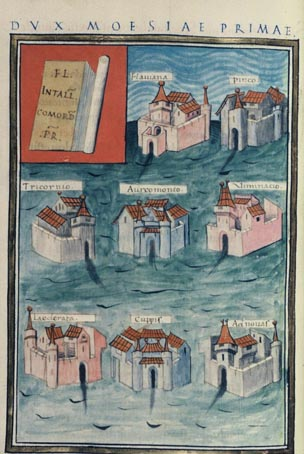
Notitia Dignitatum, Kastelle unter dem Befehl des Dux der Moesia I: Flaviana, Pinco, Tricornio, Aureomonto, Viminacio, Laederata, Cuppis, Ad Novas
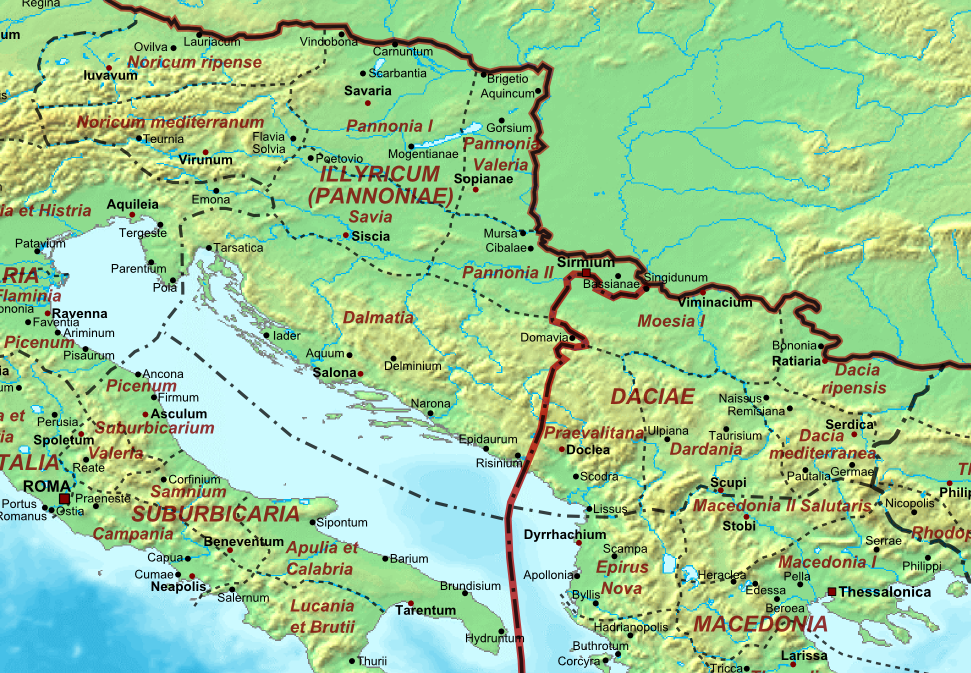
Die Diözese Daciae um 400 n. Chr.
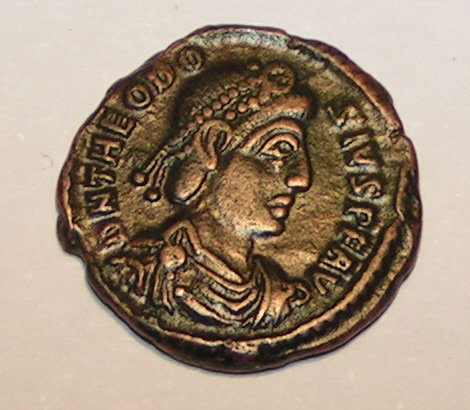
Münzbild von Theodosius’ I. Der Kaiser bekleidete in jungen Jahren das Amt des Dux der Moesia I

Der Dux Moesiae primae (Heerführer der Moesia I) war ein hoher Offizier der oströmischen Armee und spätestens ab dem 4. Jahrhundert Kommandeur (Dux limitis) der Comitatenses-, Limitanei- und Flotteneinheiten, die am Grenzabschnitt der unteren Donau stationiert waren.
Sein Zuständigkeitsbereich (ducat) erstreckte sich auf den Limes der Moesia I, Dioecesis Daciae, das entspricht dem Territorium im Norden des heutigen Serbien (Tiefland der Vojvodina), Bulgarien und Rumänien. Es handelte sich dabei ausschließlich um eine Flussgrenze (ripae), d. h. die meisten Kastelle (ausgenommen Brückenköpfe) standen am Südufer der Donau.
Seine direkter Vorgesetzter war zur Zeit der Abfassung der Notitia Dignitatum orientum (um 395) der Magister militum per Illyricum.
In der Rangordnung des spätrömischen Reichsadels nahm ein Dux die Stellung eines vir spectabilis ein.
Namentlich bekannte Amtsinhaber:
- Theodosius (um 375)
- Camundus (470 bis 472)

## Entwicklung
Zur besseren Kontrolle der Donaugrenze ließen Kaiser Aurelian und seine unmittelbaren Nachfolger anstelle der bisherigen zwei fünf kleinere Provinzen an der unteren Donau einrichten. Im obermösischen Bereich entstand die Mosia prima (Hauptstadt Viminacium) und östlich davon die Dacia Ripensis (Hauptstadt Ratiaria).  Nach dieser Reorganisationsphase wurde der obermösische Limes im Zuge der Militärreformen unter Diokletian und Konstantin I. bei Djerdap in zwei Überwachungssektoren – stromaufwärts: pars superior (Singidunum – Viminacium) und stromabwärts: pars citerior (Eisernes Tor) – aufgeteilt. Auch das Amt des Dux existierte vermutlich seit dieser Zeit. Der spätere Kaiser Theodosius wurde in jungen Jahren zum Dux Moesiae superioris (später: Dux Moesiae primae) ernannt. Im Jahr 374 konnte er die Sarmaten, welche die Donau überschritten hatten, wieder zurückschlagen. Als Kaiser des Ostens war er 382 gezwungen, einen Vertrag mit den Goten abzuschließen. Sie wurden als Föderaten in Thrakien und Niedermösien angesiedelt. Dadurch ergaben sich große Veränderungen für die Grenzverteidigung an der mösischen Donau. Sie musste mangels regulärer Truppen an vielen Stellen den neuen Verbündeten überlassen werden. 472 überschritt der Ostgotenkönig Theoderich die Donau und eroberte Sirmium. Ihm trat anscheinend der Dux Camundus entgegen. Es könnte jedoch sein, dass dieser damals schon im Rang eines Magister militum (per Illyricum) stand. Das Amt des Dux existierte vermutlich bis zum Ende des 6. bzw. Beginn des 7. Jahrhunderts, als die Provinz von den Awaren und Slawen endgültig überrannt wurde.

## Verwaltungsstab
Das Officium (Verwaltungsstab) des Dux umfasste folgende Ämter:
- Principem de eodem officio, qui completa militia adorat protector (Kanzleileiter, nach Ende seiner Dienstzeit als Leibwächter)
- Numerarios et adiutores eorum (Zahlmeister und Hilfskräfte)
- Commentariensem (Buchführer und Rechtskundiger)
- Adiutorem (Assistent)
- A libellis siue subscribendarium (Untersekretär und Einlaufstelle)
- Exceptores et ceteros officiales (Schreiber und andere Beamte)[4]

## Truppen
Die Truppenliste (distributio) des Dux wurde nur in der Notitia Dignitatum überliefert, sie gibt wahrscheinlich den Stand um die Jahre 394–395 wider. Laut der Notitia waren die einzelnen Sektoren der Donaugrenze, wie z. B. der des Dux Valeriae ripensis, in Ober- (superioris) und Unterabschnitte (inferioris) unterteilt. Dass dies auch in der Moesia I der Fall war, bestätigen epigraphische Quellen. Die Soldaten der Grenztruppen, wie die der Legio IV Flavia in Singidunum waren nicht mehr ausschließlich auf ihre Stammlager konzentriert, sondern wurden auf diese Abschnitte aufgeteilt, noch bevor die Notitia erstellt wurde.

## Distributio Numerorum
Die Notitia Dignitatum beinhaltet noch die alten Offiziersränge und Organisationsstrukturen aus der ersten Tetrarchie, die offensichtlich bis zum Zusammenbruch des Westreichs gültig blieben. In der Auflistung der dem Dux unterstellten Einheiten wird folgender Offiziersrang genannt:
Praefectus: Dieser Rang (= „mit der Verantwortung betraut“) bezeichnete in der spätrömischen Armee sowohl einen Kommandeur einer Kavallerie- oder Flotteneinheit (praefectus classis) als auch einer Infanteriekohorte. In der Kaiserzeit wurden dieser Rang den Kommandeuren der Hilfstruppenkohorten verliehen, die Offiziere der Kavallerieeinheiten bezeichnete man als praefecti equitum. In der mittleren Kaiserzeit befehligte ein Praefectus Kavallerieeinheiten verschiedener Stärke, ala quingenaria (500 Mann) und ala miliaria (1000 Mann). Letzteres kam eher selten vor. In diesem Fall stand ihr Präfekt rangmäßig über den anderen Hilfstruppenkommandanten. Er wurde meist von Angehörigen des Ritterstandes bekleidet, die zur römischen Oberschicht zählten und über den notwendigen Reichtum und Status verfügten, um größere Truppenkontingente zu befehligen. Während der chaotischen Zustände in der Mitte des 3. Jahrhunderts wurden die Aristokraten aus militärischen Positionen entfernt. Anstelle der senatorischen Legati wurden die Legionen nun von einem praepositus agentes vice legati oder praefectus legionis kommandiert, in die nun auch Männer aus den unteren Gesellschaftsschichten befördert werden konnten. Der militärische Rang wurde im späten 4. Jahrhundert n. Chr. abgeschafft, als die römische Armee noch einmal umorganisiert wurde. Praefecti dienten dann u. a. als Generalquartiermeister am Hof des Kaisers. Unter Konstantin I. dem Großen (312–337) wurden auch die vier Prätorianerpräfekten ihrer militärischen Funktionen enthoben, aber sie behielten ihre Justiz- und Finanzzuständigkeiten und zählten zu den höchsten Amtsträgern der Reichsverwaltung.
Laut der ND Orientum standen dem Dux folgende Einheiten zur Verfügung:
| Offiziere/Einheit/Limesabschnitt/Kastelle                                   | Bemerkung | Abbildung |
| --------------------------------------------------------------------------- | --- | --------- |
|                                                                             | Comitatenses |           |
| Cuneus equitum Constantacorum, Pinco                                        | Eine Kavallerformation im Kastell Pincum (Veliko Gradište SRB). |           |
| Cuneus equitum promotorum, Flaviana                                         | |           |
| Cuneus equitum sagittariorum, Tricornio                                     | Eine Schar berittener Bogenschützen im Kastell Tricornium (Ritopek SRB). |           |
| Cuneus equitum Dalmatarum, Aureomonto                                       | Eine Schar dalmatinischer Reiter, stationiert im Kastell Aureus Mons (Seone SRB). |           |
| Cuneus equitum promotorum, Viminacio                                        | Eine Reiterabteilung die in der Provinzhauptstadt Viminiacum (Stari Kostolac SRB) lag. |           |
| Cuneus equitum sagittariorum, Laedenatae                                    | Eine Schar berittener Bogenschützen im Kastell Lederata (Ram SRB). Die Truppe sicherte hier einen Donauübergang und die Straße nach Viminiacum. |           |
| Cuneus equitum Dalmatarum, Pinco                                            | Eine Schar dalmatinischer Reiter im Kastell Pincus (Veliko Gradište SRB). |           |
| Cuneus equitum Dalmatarum, Cuppis.                                          | Eine Schar dalmatinischer Reiter im Kastell Cuppae (Brnjica/Golubac SRB). |           |
|                                                                             | Auxiliares |           |
| Auxiliares reginenses, contra Reginam                                       | Eine Grenzschutzeinheit der Hilfstruppen, die in einem Brückenkopfkastell gegenüber von Reginum/Augusta Reginum stationiert war. |           |
| Auxiliares Tricornienses, Tricornio                                         | Die Einheit wurde aus dem mösischen Stamm der Tricornesii rekrutiert. Tricornium (Ritorpek SRB) sicherte die Straße nach Ad sextum (Mali Mokri Lug SRB) und Singidunum. |           |
| Auxiliares Novenses, Ad Novas                                               | Eine Grenzschutzeinheit der Hilfstruppen, die im Kastell Ad Novas stationiert war. |           |
| Auxilium Margense, Margo                                                    | Eine Grenzschutzeinheit der Hilfstruppen, die im Kastell Margum (Orašje, Dubravica SRB) stationiert war. |           |
| Auxilium Cuppense, Cuppis                                                   | Eine Grenzschutzeinheit der Hilfstruppen, die im Kastell Cuppae (Brnjica/Golubac SRB) stationiert war. Das Kastell war vom 1. bis ins 6. Jahrhundert n. Chr. besetzt. |           |
| Auxilium Gratianense, Gratiana                                              | Eine Grenzschutzeinheit der Hilfstruppen, die im Kastell Gratiana (Dobra SRB) stationiert war. Fünf andere in der ND angegebene Einheiten führen den Namen von Kaiser Gratian (367-383). Diese Truppe dürfte jedoch nach ihrem Stationierungsort benannt bzw. dort aufgestellt worden sein. |           |
| Auxilium Taliatense, Taliata                                                | Grenzschutzeinheit die im Kastell Taliatae (Donji Milanovac, SRB) stationiert war. Ihr Kastell existierte seit der Zeit des Vespasian (69-79). Es dürfte ca. 300 Jahre lang besetzt gewesen sein. |           |
| Auxilium Aureomontanum, Tricornio                                           | Eine Einheit die ursprünglich in Aureo Monte stationiert war. Der nachmalige Garnisonsort Tricornium lag östlich von Viminiacum. |           |
|                                                                             | Legiones limitanei |           |
| Praefectus legionis quartae Flaviae, Singiduno                              | Seit dem 4. Jahrhundert zählte diese Legion zu den stationären Grenztruppen (Limitanei). Die Legion stand seit dem 1. Jahrhundert in Singidunum (Belgrad). Laut Notitia waren ihre Abteilungen in der Spätantike über mehrere Provinzen des Reiches verstreut. Nur eine Resttruppe war im 5. Jahrhundert unter dem Kommando eines Praefectus noch in ihrem Stammlager stationiert. Eine Abteilung dieser Legion wird auf einer Münze erwähnt, die wahrscheinlich in Gallien während der Regierungszeit des Usurpators Victorinus (269 - 271) geprägt wurde. Eine Inschrift (um 300) aus Jordanien, bezieht sich auf die Anlage einer Straße während der Tetrarchie, an der auch Soldaten dieser Legion beteiligt waren. Vermutlich stammen mehrere, in der Notitia gelistete Gallicani-Einheiten von der IV. Legion ab. |           |
| Praefectus legionis septimae Claudiae, Cuppis                               | Diese Einheit stammt offensichtlich von der Legio VII Claudia Pia Fidelis ab, die lange Zeit im Lager Viminacium stationiert war. Es ist wahrscheinlich, dass es sich bei den Septimani iuniores in der Gallienarmee des Magister equitum um eine Vexillation der Legio VII Claudia gehandelt hat. Es könnte aber auch sein, dass diese Einheit von der hispanischen Legio VII Gemina Felix abstammt. |           |
| Praefectus mil(itum) ......, contra Margum in castris Augustoflavianensibus | Der Eintrag bedeutet: "...der Präfekt der Soldaten der... in Kastell Augusto Flavianensibus gegenüber Margum" (Orašje, Dubravica SRB); der Einheitsname wurde nicht überliefert. |           |
| Praefectus militum exploratorum, Novis                                      | Eine Kundschaftereinheit, stationiert im Kastell von Novae (Čezava, SRB). |           |
| Praefectus militum exploratorum, Taliatae                                   | Eine Einheit von Kundschaftern im Kastell Taliatae (Veliki Gradac SRB). |           |
| Praefectus militum Vincentiensium, Laedemata                                | Eine Grenzsicherungseinheit die im Kastell von Lederata (Ram SRB) stationiert war. |           |
| Praefectus militum exploratorum, Zmirnae                                    | Eine Einheit von Kundschaftern. |           |
|                                                                             | Flotte |           |
| Praefectus classis Histricae, Viminacio                                     | Diese Einheit dürfte aus der Classis Pannonica oder Classis Moesica hervorgegangen sein. Die übrigen Flottenabteilungen an der mittleren und unteren Donau standen unter dem Befehl des - Dux Pannoniae secundae ripariensis et Saviae, des - Dux Valeriae ripensis, des - Dux Daciae ripensis und vermutlich auch des - Dux Scythiae. Die spätantiken Flottenabteilungen waren meist nach ihren Heimathäfen oder ihrer Einheit benannt. |           |
| Praefectus classis Stradensis et Germensis, Margo                           | |           |